# Văglevți, Veliko Tărnovo
Văglevți (în bulgară Въглевци) este un sat în comuna Veliko Tărnovo, regiunea Veliko Tărnovo,  Bulgaria. 

## Demografie
Componența etnică a satului Văglevți
     Turci (7,89%)
     Bulgari (89,47%)
     Nicio identificare (2,63%)
     Altele (0%)
La recensământul din 2011, populația satului Văglevți era de 38 locuitori. Din punct de vedere etnic, majoritatea locuitorilor (89,47%) erau bulgari, cu o minoritate de turci (7,89%). Pentru 2,63% din locuitori nu este cunoscută apartenența etnică.